# 石河政朝
石河 政朝（いしこ まさとも）は、江戸時代中期の武士（旗本）。尾張藩家老石川章長の五男で、旗本の石河家を継いだ。

## 経歴
元禄12年（1699年）閏9月27日徳川光友の菟裘小姓（隠居後の小姓）、宝永元年（1704年）8月2日尾張藩奥組。宝永2年（1705年）幕府旗本石河政郷の養嗣子となり、諱を正森から政朝と改める。享保14年（1729年）に家督を継ぎ、目付、小普請奉行を歴任後、元文3年（1738年）2月28日に江戸北町奉行に就任。公事方御定書の編纂に携わる。延享元年（1744年）6月1日の退任後、大目付を拝命する。宝暦4年（1754年）5月1日西丸小姓組番頭となり、宝暦6年（1756年）に西丸留守居に昇進する。明和2年（1765年）に80歳で死去、養子の政武が後を継いだ。